# Abscheidegrad
Der Abscheidegrad η (englisch separation efficiency) beschreibt in der Verfahrenstechnik die Wirksamkeit eines Abscheide- bzw. Trennverfahrens.

## Definition
Der Abscheidegrad ist definiert als das Verhältnis der Menge bzw. Konzentration des abzutrennenden Stoffes (z. B. Staub), die im System (Filter, Massenkraftabscheider) abgeschieden wird, zu derjenigen, die in das System eingetreten ist:
{\displaystyle {\begin{aligned}\eta &={\frac {c_{0}-c_{1}}{c_{0}}}\\&=1-{\frac {c_{1}}{c_{0}}}<100\%\\&=1-P\end{aligned}}}
mit
- der ursprünglichen Konzentration c0
- der abgeschiedenen Konzentration {\displaystyle c_{0}-c_{1}}
- der erzielten Konzentration c1
- der Penetration {\displaystyle P={\frac {c_{1}}{c_{0}}}} (vgl. Staubabscheideleistung).

## Spezielle Abscheidegrade

### Fraktionsabscheidegrad
Da der Abscheidegrad allein keine allgemeinverbindliche Beurteilung der Eigenschaften eines Abscheiders zulässt, werden die Trenneigenschaften häufig als Funktion des Partikeldurchmessers dp des abzutrennenden Stoffes betrachtet. Hierbei ergibt sich analog zum Abscheidegrad der Fraktionsabscheidegrad  η(dp), wie er z. B. bei der Einteilung von Partikel- und Staubfiltern in Filterklassen verwendet wird:
{\displaystyle \eta (d_{p})={\frac {c_{0}(d_{p})-c_{1}(d_{p})}{c_{0}(d_{p})}}}
Der Fraktionsabscheidegrad wird auch Trenngrad genannt.

### Einzelfaserabscheidegrad
Eine weitere Kenngröße in diesem Zusammenhang ist der Einzelfaserabscheidegrad, der die Filtration durch Tiefenfilter mit Fasern modellhaft beschreibt. Die Betrachtung einer einzelnen Faser ist sinnvoll, da aufgrund der großen Porosität von Filtermaterialien Siebeffekte in der Regel ausgeschlossen werden können.

## Ermittlung
Abscheidegrade hängen u. a. von der Gastemperatur und der Anströmgeschwindigkeit ab. Sie sollten deshalb stets nur in Verknüpfung mit der jeweiligen Prüfmethode genannt werden.
Bei der Prüfung von Partikel-Luftfiltern werden die Abscheidegrade gravimetrisch bestimmt.